# Partito Democratico Nazionale (Slovenia)
Il Partito Democratico Nazionale (Narodno demokratska stranka, NDS) era un partito conservatore sloveno nato dalla scissione dell'Unione Democratica Slovena.
Nel 1991 la maggioranza interna dell'Unione Democratica Slovena decise di cambiare il nome del partito in Unione Democratica Slovena - Democratici Nazionali e di adottare una piattaforma conservatrice per le imminenti elezioni. La componente socioliberale, guidata dal presidente Dimitrij Rupel, lasciò il partito per fondare il Partito Democratico.
Alle elezioni del 1992, il Partito Nazionale Democratico (guidato dall'ex Ministro della Giustizia Rajko Pirnat) ottenne appena il 2,2% e, a differenza del Partito Democratico, non ottenne seggi all'Assemblea nazionale. Il partito decise quindi di confluire nei Democratici Cristiani Sloveni, dove fu formata una speciale fazione. Nel 1995 la maggior parte dei suoi membri lasciò i Cristiano Democratici per aderire al Partito Socialdemocratico Sloveno.